# チベットの漢民族化

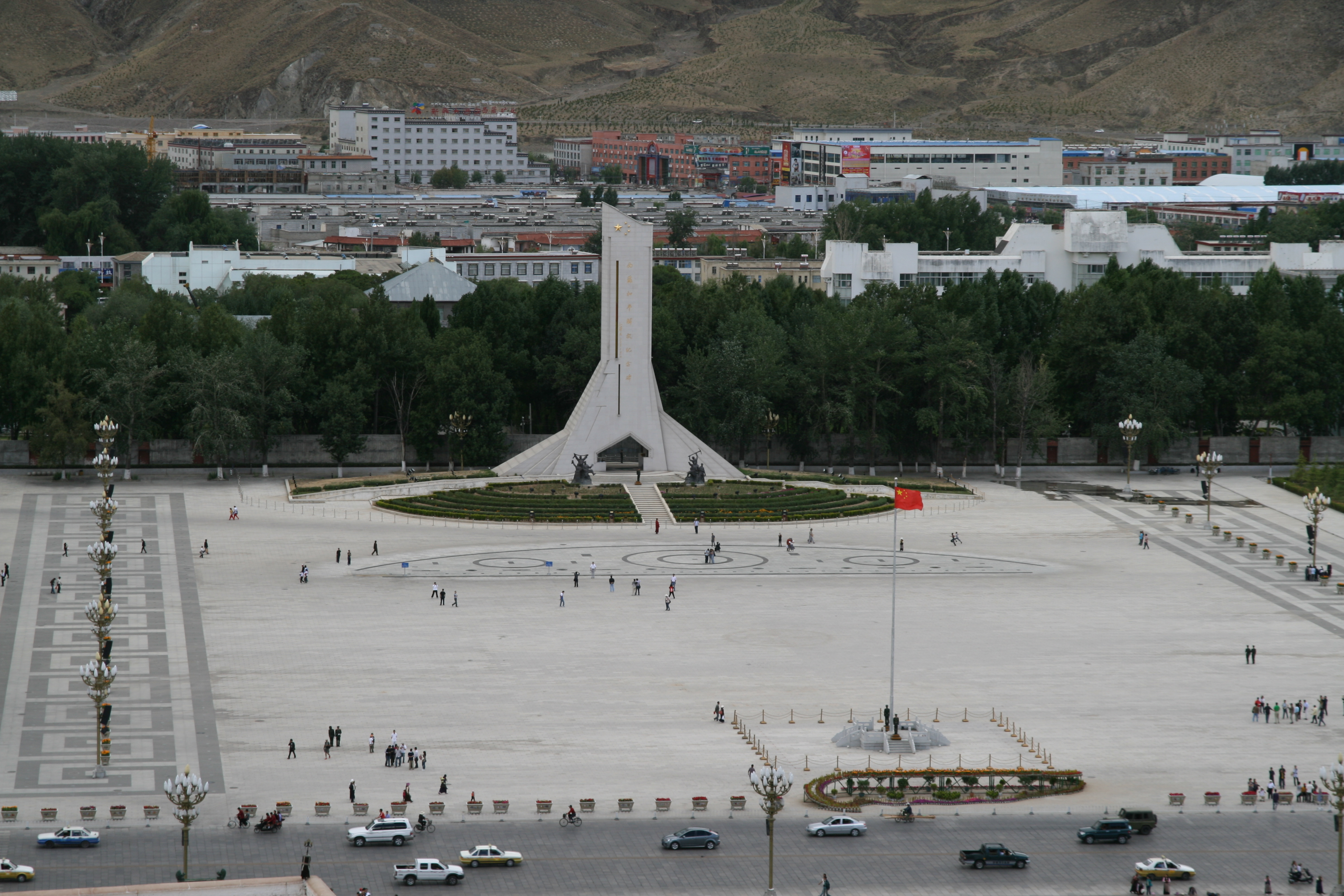
平和解放記念碑、ラサのポタラ広場（2009年）、中国人民解放軍がチベットに入ったことを祝うもので、世界遺産の保護区域および緩衝区域のすぐ外に建てられている。

チベットの漢民族化(チベットのかんみんぞくか)は、中華人民共和国政府によるチベット地域（チベット自治区および周辺のチベット民族自治州・自治県など中華人民共和国の自治行政区）における強制同化のための政策や法律を含み、中国政府がチベット文化を主流の中国文化に作り変えることを目的としている。
これらの変化は、1950〜51年の中華人民共和国によるチベット併合以来明らかであり、中国政府によってチベットに実施された経済的・社会的・文化的・宗教的・政治的なさまざまな改革によって促進された。批評家は、漢民族の大量のチベットにおける入植が漢民族化の主要な要素であると指摘している。一部の学者はこれを漢民族による入植植民地主義の一形態とみなしている。
亡命政府である中央チベット亡命政府によれば、中国の政策はチベット文化の要素の消失を招いており、この政策は「文化的大虐殺」と呼ばれている。亡命政府は、これらの政策はチベットを中国の不可分の一部とし、チベットの自己決定への欲求を抑え込むことを目的としているとしている。第14代ダライ・ラマと中央チベット亡命政府は、漢民族化政策をジェノサイドあるいはチベットにおける文化弾圧の一環としての文化的浄化と特徴づけている。
中国政府は、自身の政策がチベットに利益をもたらしたと主張し、チベットで起きた文化的・社会的変化は近代化の結果であるとも主張している。中国政府によれば、チベットの経済は拡大し、改善されたサービスやインフラによりチベット人の生活の質は向上し、チベット語および文化は保護されているという。

## 歴史

### 初期の動き
清朝の崩壊後から1950年まで、現在のチベット自治区にほぼ相当する地域は、他国から承認されていなかったものの、実質的に独立した国家であった。独自の通貨と郵便を発行し、国際関係を維持していたが、他国と大使を交換してはいなかった。チベットは3つの州（アムド、カム、ウーツァン）を領有すると主張したが、西部のカムとウーツァンのみを実際に支配していた。1950年以降、中国は東部カムを四川省に編入し、西部カムを新設のチベット自治区に組み入れた。
清朝の後に続いた20世紀初頭の中華民国時代、青海省のムスリム将軍・総督であった馬歩芳は、チベット地域においてチベット人から非難されるところの漢民族化およびイスラム化の政策を実施した。彼の統治下で強制改宗や重税が報告されている。1949年に毛沢東が国共内戦に勝利すると、彼の目標は中国共産党の支配下で「五族の統一」を成し遂げることだった。ラサのチベット政府は、国境近くの戦略的な町であるカム地方の昌都へンガポイ・ンガワン・ジグメ（英語文献ではNgaboとして知られる）を派遣し、ラサからの援軍が到着するまで持ちこたえるよう命じた。1950年10月16日、人民解放軍が昌都へ進軍し、ラサへの道を塞ぐ恐れのある理塘の町を制圧したとの報告が届いた。ンガボと部下たちは寺院へ退却したが、人民解放軍に包囲され捕虜となった。ンガボはラサへ戦争ではなく平和的降伏を提案する書簡を送った。中国側交渉者によれば、「チベットが平和的に解放されるか武力で解放されるかはあなた方が決めることである。人民解放軍にラサへの行軍再開の電報を送るかどうかの問題だ」と言われた。ンガボは、チベットが中国に組み込まれる代わりに自治が認められることを条件とするチベット平和解放の17箇条協定を受け入れた。国際社会からの支援を得られなかったため、1951年8月にダライ・ラマは毛沢東へ協定受諾の電報を送った。代表団は強制的に署名し、チベット政府の将来が決定づけられた。

毛沢東が1954年に第14代ダライ・ラマのテンジン・ギャツォからチベット仏教の祈祷用スカーフを受け取る

中華人民共和国によるチベット併合は中国共産党の歴史叙述ではチベットの平和解放と称されるが、第14代ダライ・ラマと中央チベット亡命政府はこれを植民地化と見なしている。またチベット青年会議はこれを侵略と考えている。中国政府は健康や経済の改善を根拠にこの地域を歴史的に中国領土として統治していると主張している。ダライ・ラマによれば、中国はこの地域への漢民族の移住を促進している。
17箇条協定が1951年5月23日に調印される前、チベットの経済は自給農業が中心であったが、1950年代に中国軍3万5千人の駐留により地域の食料供給が圧迫された。1954年にダライ・ラマが北京で毛沢東を訪問した際、毛はチベットに4万人の中国農民を移住させると語った。
1960年代の大躍進政策の一環として、中国当局はチベットの農民に伝統的作物である大麦の代わりにトウモロコシの栽培を強制した。収穫は失敗し、多くのチベット人が飢え死にした。

### 文化大革命
文化大革命は、中国共産党の学生や労働者によって実施され、毛沢東思想を中国の主要なイデオロギーとして保持するため、1966年から1976年まで四人組により遂行された。これは毛沢東に対する党内の政治的反対勢力を排除するための闘争であった。
文化大革命は中国全土に影響を及ぼし、チベットも被害を受けた。紅衛兵は共産主義への裏切り者とされた市民を襲撃した。6000以上の寺院が略奪・破壊され、僧侶や尼僧は寺を追い出され「普通の生活」を強いられ、抵抗した者は投獄された。囚人は重労働を強いられ、拷問や処刑も行われた。ポタラ宮が危険に晒されたが、首相の周恩来が介入し、チベットの紅衛兵を抑えた。

### 最近の動向

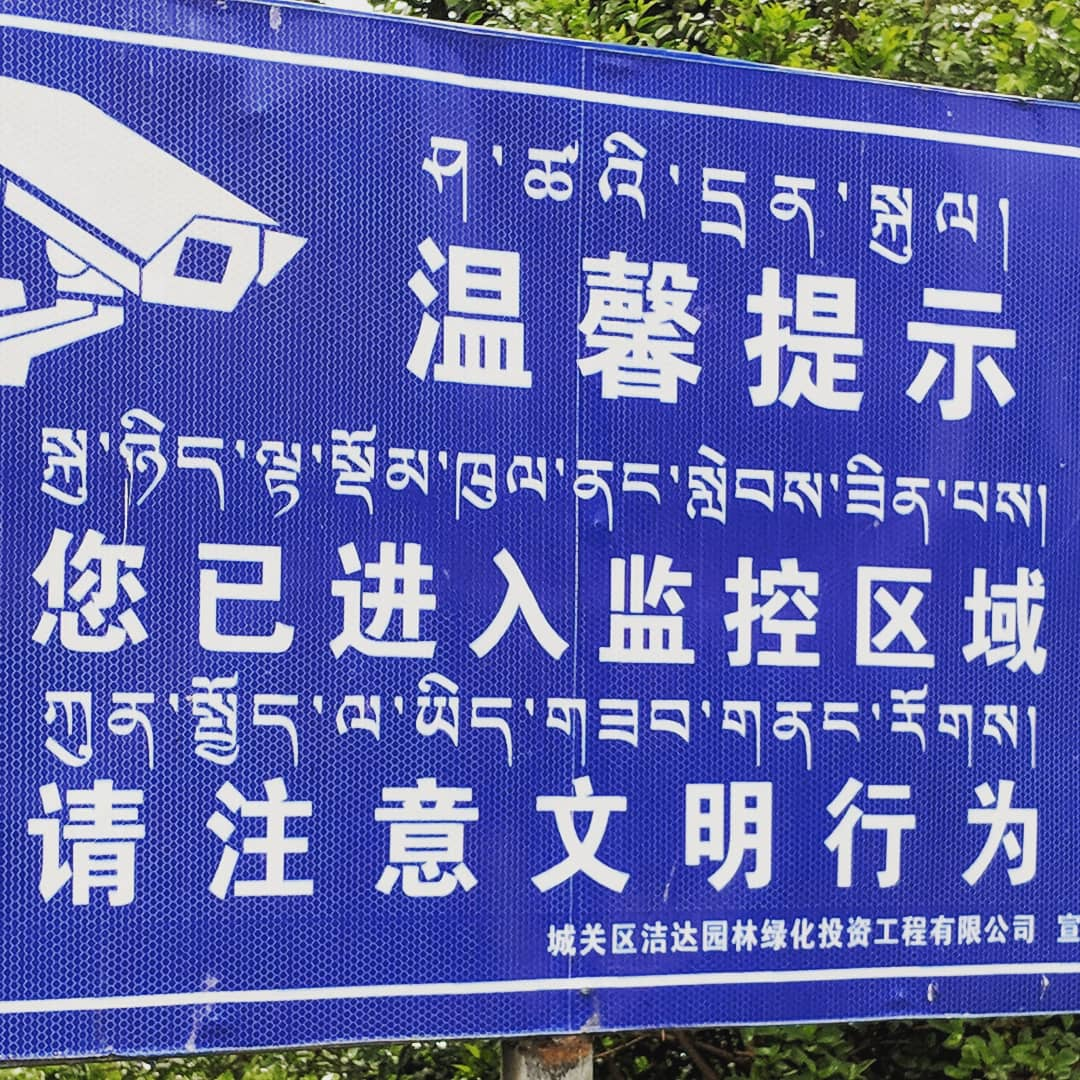
ラサのチベット平和解放記念碑付近にある監視カメラ設置を示すチベット語と中国語の標識、2018年

中国の国家戦略的プロジェクトである西部大開発は、文化大革命後の1980年代に開始され、中国の他地域からチベットへの移住を奨励し、報奨金や好条件の生活環境を提供している。教師、医師、行政職員として派遣を志願する人々がチベットの発展支援に赴いている。未熟練労働力と発展途上のインフラを理由に、中国政府は移住者に競争を促し、鄧小平による中国の経済改革の下、チベットを伝統的な経済から市場経済へ変革するよう促している。
2008年時点で、チベット自治区における人口の約93％をチベット人が占める。2008年のチベット暴動では、大量の漢族および回族移住者の流入に対するチベット人の反発によるものと報告されている。
ジョージ・フィッツハーバートによれば、「中国のチベットに関する議論に関与することは、パレスチナ紛争でよく見られるような知的罠にかかることを意味する。つまり、争点が原告側が争うことを望んでいなかった問題に追い込まれてしまう。チベット人は自国で尊厳を奪われ、真に愛する指導者が絶え間なく非難され、中国人移民により自国で少数派になることを訴えている。しかし中国はこれらの訴えを分離主義と非難し、中国の『国家統一の破壊』罪にあたる犯罪であるとし、議論をチベットの歴史的地位に戻してしまう。外国人は人権や環境の問題を提起するが、中国はこれも主権国家の内政干渉として非難し、再び議論をチベットの歴史的地位に戻す。」
中国政府は、中国西部大開発政策の一環としてチベットの開発を試みており、2001年以降、チベットに3100億元（約456億米ドル）を投資している。2009年には前年より31パーセント増の70億ドル以上を同地域に投じた。青蔵鉄道は2006年に36.8億ドルの費用で完成し、中国本土からの観光客の増加をもたらした。上海政府はチベット上海実験学校の建設に860万ドルを拠出し、そこでは1500人のチベットの学生が主に中国語教育を受けている。若いチベット人の中には自分をチベット人かつ中国人と感じ、チベット語と標準中国語(マンダリン)の両方に堪能な者もいる。
2020年8月、中国共産党総書記の習近平は演説の中で、「チベット仏教を社会主義社会に適応させるよう積極的に導き、チベット仏教の中国化を促進する必要がある」と述べた。
2021年8月、アソシエイテッド・プレスは王洋(政治家)がポタラ宮殿の前で、「チベット人が『中国民族の文化的シンボルやイメージ』を共有することを確実にする努力が必要だ」と述べたと報じた。

## 宗教
中国政府は、第15代ダライ・ラマの選出方法を何世紀にもわたる伝統に反して自ら管理すると主張している。中国政府関係者は「彼は生まれ変わらなければならず、その条件も我々が定める」と繰り返し警告している。
ダライ・ラマが1995年にパンチェン・ラマの転生者としてチベットの少年を認定した際、このパンチェン・ラマはゲルク派宗派で2番目に高位の指導者であったが、中国政府はその少年と両親を連れ去り、自らの候補の子供を据えた。ダライ・ラマが指名したゲドゥン・チョエキ・ニマの行方は今も不明である。中国政府は彼が「安定した」仕事と「普通の」生活を送っていると主張している。2020年にマイク・ポンペオ米国務長官は声明で、「チベット仏教徒は、すべての信仰共同体の一員として、自らの伝統に従い、政府の干渉なしに宗教指導者を選出し、教育し、敬うことができなければならない。[…] 我々は中国政府に対し、パンチェン・ラマの所在をただちに公表し、すべての人の宗教の自由を促進するために自国の憲法および国際的な約束を遵守するよう求める」と述べた。カルギュ派宗派の指導者であるカルマパのオギェン・トリンレー・ドルジェも中国指導者によって育成されたが、14歳で1999年にインドへ逃亡した。
チベット内では、学校から保護者に対し、長年続く伝統である寺院での授業や宗教活動に参加してはならないという警告が出されている。これに違反した場合の罰則は厳しく、政府の福祉や補助金の喪失などが含まれる。
祈祷旗はチベットの文化や宗教的信仰の象徴であるが、2010年以降、宗教迫害の激化に伴い撤去が増加している。2020年6月、中国当局は「行動改革」プログラムを開始し、チベット自治区のチベット青海地方のゴログ（中国語名：郭洛）とテンチェン（丁青）県（昌都地区）で祈祷旗の破壊を命じた。2019年のチベット人権民主センターの年次報告書では、中国の警察部隊と監視チームが寺院や村に入り、チベット住民の中国支配への反対の兆候を監視していることが指摘された。報告書は、「顔認識システム」ソフトウェアや、人工知能を活用したデジタル空間の厳密な監視が政治的抗議を抑制するために展開されていると述べている。
アメリカ国際宗教自由委員会によると、2019年夏、中国当局は四川省のヤチェンガル・チベット仏教センターにある数千の住居を破壊し、最大6,000人の僧侶と尼僧を立ち退かせた。2019年4月には中国当局がラルングガル仏教学院の新規入学を停止した。さらに当局はダライ・ラマの写真の所持や掲示に対する取締りを強化し、宗教祭りの監視を続け、一部地域では学生が学校の休暇中に祭りに参加することを禁止した。抑圧的な政府政策に抗議して、2009年2月以降少なくとも156人のチベット人が自焚している。

## 教育、雇用と言語
中国憲法は少数民族地域の自治を保障し、地方政府は地域で一般的に使われている言語を使用すべきと規定している。2000年代初頭から、青海省のチベット地域ではチベット語教育のチベット化の流れがあった。チベット人教育者による草の根の取り組みにより、青海省では小中高等教育でチベット語がある程度主要な教授言語として利用されていた。しかし、青海省ではチベット語は教育や公務員の職務においてさらに周縁化されており、公務員の職務の一部においてチベット語能力や学位を求められる場合がわずかにあるのみである。
1987年にはチベット自治区が学校、政府機関、商店でチベット語を主要言語とすることを明記した規則を公表したが、2002年にこれらは廃止され、国家の言語政策と実践はチベット文明の存続可能性を「脅かしている」。
習近平総書記のもとで、チベット語での児童教育はますます停止され、チベットの子供たちは中国語のみの寄宿学校に送られている。チベット地域では、公的な事務は主に中国語で行われている。中国語の使用を推進する横断幕を見ることは一般的である。寺院や学校では一般の人向けのチベット語の書き言葉の授業が行われることがあり、僧侶が移動しながら教えることもあったが、当局は寺院や学校に対してその授業の中止を命じている。2018年12月、中国共産党はチベットの僧侶やその他認可されていないグループによる非公式の授業を禁止する命令を出し、 2019年5月にはチベット自治区ゴログ（中国語名：グオルオ）で、1年生のチベット語を除き、すべての科目のチベット語での授業を停止するよう学校に命じた。私立のチベット語学校は閉鎖を余儀なくされている。
チベットの実業家で教育擁護者のタシ・ワンチュクは、2017年にドキュメンタリー映像のためにニューヨーク・タイムズに話した後、裁判所当局により2年間拘束され、その後起訴された。さらにチベットの教育と文化に関する2本の記事も執筆している。
1985年から運営されているチベットのネイディまたは寄宿学校は急速に入学者数を増やしている。チベットの子供たちは家族やチベットの宗教・文化の影響から引き離され、チベット自治区の外の中国全土にあるチベット語のみの寄宿学校に入れられている。寄宿学校を拒否する親は罰金を科されると報告されている。
中国政府の政策では、チベット自治区（TAR）政府のオンライン教育プラットフォームで2019年10月に発表されたように、チベットの公務員職候補者はダライ・ラマへの忠誠を否定し、政府の民族政策を支持することが求められている。「（共産党の）党の指導を支持し、党の方針、路線、政策、チベットの新時代における仕事の指導思想を断固として実施する。思想的、政治的、行動において党中央委員会と一致し、いかなる分裂主義（中華人民共和国からのチベット分離）傾向にも反対し、ダライ・ラマを暴露し批判し、祖国の統一と民族の団結を守り、政治問題において明確かつはっきりとした立場を取ること。」
2020年4月、四川省のアバ・チベット族・羌族自治州（アバ）では、授業の言語がチベット語から中国語（普通話）に切り替えられた。チベットの多くの学校では依然として週に約5時間、チベット語での授業が中国語に加えて行われている。チベット人の間での二言語の専門職階級の成長は、彼らと漢民族との歴史的な敵意を和らげている。

## 遊牧民の再定住
中国政府は2003年に遊牧民を新しく建設された村の都市型住宅へ移住させる政策を開始した。2015年末には「社会工学における最も野心的な試みの一つに相当する」とされる15年に及ぶキャンペーンの最終段階にあり、中国政府は、かつて中国の広大な辺境地帯を放牧していた何百万人もの遊牧民のうち、残る120万人を学校、電気、現代的な医療が利用可能な町へ移住させると主張している。この政策は、放牧が草原を傷つけるとの政府見解に基づいているが、中国内外の生態学者からは、遊牧民再定住の科学的根拠は疑わしいとの指摘がなされている。政府が建設した再定住センターに関する人類学的研究では、慢性的な失業、アルコール依存症、そして何千年も続いてきた伝統の断絶が記録されている。人権擁護団体は、遊牧民の多くの抗議活動が治安部隊による厳しい弾圧に直面していると報告している。
2011年の報告書で、国連食糧権特別報告者は、中国の遊牧民再定住政策を過度に強制的だと批判し、「貧困の増大、環境破壊、社会的崩壊」を招いていると述べた。
2017年には、青海省で国家主導の再定住計画によって従来の放牧地から強制移住させられたチベットの遊牧民が、2016年に発表された新たな政策により元の土地に戻るよう指示された。この政策により、当局は彼らが現在住んでいる住宅地を観光センターや政府職員の住宅用地として開発しようとしている。「新しい町に2年間住んだ後、住民は主な生計手段である動物を持たずに元の草原に戻ることを強いられている」。

## ラサの人口増加

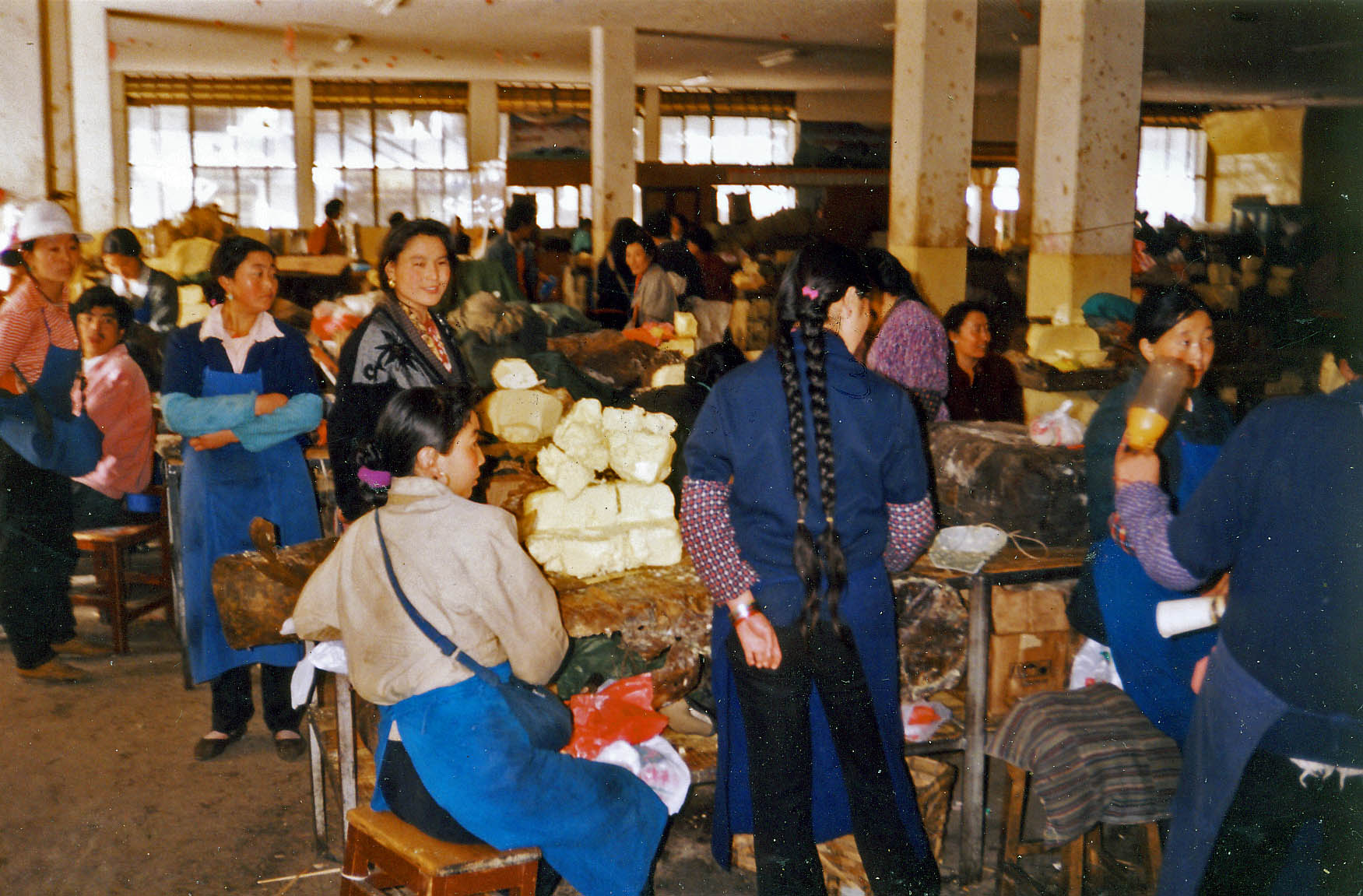
ラサの市場、1993年

政府が支援する中国人移住政策により、特にラサの人口構成は変化した。1949年、ラサには300人から400人の漢民族住民がいた。1950年、都市の面積は3平方キロメートル未満で、人口は約3万人であった。ポタラ宮とその下のゾル村は都市とは別と見なされていた。1953年の最初の国勢調査によると、ラサの住民は約3万人（乞食4,000人を含むが、僧侶15,000人は含まない）であった。
1992年、ラサの常住人口は約14万人未満と推定され、そのうち96,431人がチベット人、40,387人が漢民族、2,998人が中国イスラム教徒やその他の人々であった。この数に加え、主にチベットの巡礼者や商人である6万〜8万人の一時的な居住者がいた。

## 中華人民共和国の意図をめぐる論争
1989年、著名なフランスの刑法弁護士のロベール・バダンテールは、ダライ・ラマと共に出演したフランスの有名な人権をテーマにしたテレビ番組『アポストロフ』のエピソードで、チベット文化の消失に言及し「文化的ジェノサイド」という表現を用いた。1993年、ダライ・ラマもチベット文化の破壊を表現する際に同じ言葉を用いた。2008年の2008年チベット騒乱の際には、鎮圧による文化的ジェノサイドを中国が行ったと非難した。
2008年、コロンビア大学のチベット研究プログラムのディレクター、ロバート・バーネットは、文化的ジェノサイドの非難はやめるべきだと述べた。「中国側が悪意を持ってチベットを消そうとしているという考えは克服しなければならない」と語った。バーネットは『ニューヨーク・レビュー・オブ・ブックス』のレビューで疑問を呈した。「もしチベット内の文化が『急速に消えつつある』のなら、なぜチベット内のチベット人は亡命者よりも活発な文化生活を営み、チベット語の文学雑誌が100誌以上もあるのか？」

### 引用
1. ↑  McGranahan, Carole (2019-12-17). “Chinese Settler Colonialism: Empire and Life in the Tibetan Borderlands”. In Gros, Stéphane. Frontier Tibet: Patterns of Change in the Sino-Tibetan Borderlands. アムステルダム大学出版局. pp. 517–540. doi:10.2307/j.ctvt1sgw7.22. ISBN 978-90-485-4490-5. JSTOR j.ctvt1sgw7.22
2. ↑  Ramanujan, Shaurir (2022-12-09). “Reclaiming the Land of the Snows: Analyzing Chinese Settler Colonialism in Tibet”. コロンビアアジアジャーナル（英語版） 1 (2):  29–36. doi:10.52214/cja.v1i2.10012. ISSN 2832-8558.
3. ↑  Wang, Ju-Han Zoe; Roche, Gerald (March 16, 2021). “Urbanizing Minority Minzu in the PRC: Insights from the Literature on Settler Colonialism” (英語). モダンチャイナ（英語版） 48 (3):  593–616. doi:10.1177/0097700421995135. ISSN 0097-7004.  オリジナルの15 June 2024時点におけるアーカイブ。 2023年10月7日閲覧。.
4. ↑  Burbu, Dawa (2001) China's Tibet Policy, Routledge, ISBN 978-0-7007-0474-3, pp 100–124
5. ↑  Davidson, Lawrence (2012). 文化的大虐殺（英語版）. Rutgers University Press. pp. 89–111. ISBN 978-0-8135-5243-9. JSTOR j.ctt5hj5jx
6. 1 2  Samdup, Tseten (1993) Chinese population – Threat to Tibetan identity Archived 5 February 2009 at the Wayback Machine.
7. ↑  “Dalai Lama: 'Cultural genocide' behind self-immolations” (英語). BBCニュース. (2011年11月7日).  オリジナルの2019年11月3日時点におけるアーカイブ。 2020年9月12日閲覧。
8. ↑  T. G. Arya, Central Tibetan Administration,
China's 'ethnic unity' bill aimed at complete sinicization of the Tibetan plateau through ethnic cleansing: CTA Information Secretary, (15 January 2020), https://tibet.net/chinas-ethnic-unity-bill-aimed-at-complete-sinicization-of-the-tibetan-plateau-through-ethnic-cleansing-cta-information-secretary/ Archived 10 October 2021 at the Wayback Machine. ["China has waged unceasing campaigns at both central and local government level to aggressively consolidate its military occupation of Tibet in the last more than six decades. But this new state-sponsored regulation is seen as a desperately contemplated measure to curb the undiminishing defiance of the Tibetan people and their call for the protection of their identity, for freedom, human rights and for the honourable return of His Holiness the Dalai Lama to Tibet." "Central Tibetan Administration's Information Secretary Mr T.G. Arya condemned the new ethnic identity law, calling it a measure of ethnic cleansing aimed at complete sinicization of the Tibetan plateau. The Secretary also criticised the legislation as a gross violation of the international law and the Chinese constitution." " "What China could not achieve through the sixty years of occupation and repression, now they are trying to achieve it through repressive law. The law aims to achieve complete sinicization of the Tibetan plateau through ethnic cleansing. China finds Tibetan language, religion and culture as the main barrier to achieving complete control over the land," Secretary TG Arya told the Tibet News Bureau.]
9. ↑  Burbu, Dawa (2001) China's Tibet Policy, Routledge, ISBN 978-0-7007-0474-3, pp 86–99
10. ↑  Woser (2011年3月10日). “Three Provinces of the Snowland, Losar Tashi Delek!”. Phayul.  オリジナルの2012年10月4日時点におけるアーカイブ。 2011年3月24日閲覧。
11. ↑  Blo brtan rdo rje, Charles Kevin Stuart (2008). Life and Marriage in Skya Rgya, a Tibetan Village. YBK Publishers, Inc.. p. xiv. ISBN 978-0-9800508-4-4.  オリジナルの15 June 2024時点におけるアーカイブ。 2010年6月28日閲覧。
12. ↑  Schaik 2011, p. 208
13. ↑  Schaik 2011, p. 209
14. ↑  Schaik 2011, p. 211
15. ↑  Schaik 2011, p. 212
16. ↑  Schaik 2011, p. 213
17. ↑  Schaik 2011, p. 214
18. ↑  Schaik 2011, p. 215
19. ↑  Schaik 2011, p. 218
20. ↑  Laird, Thomas (2006). The story of Tibet: Conversations with the Dalai Lama. London: Atlantic Books. p. 307. ISBN 978-1-84354-144-8.  オリジナルの15 June 2024時点におけるアーカイブ。 2015年7月29日閲覧。
21. 1 2  “Tibet profile - Overview”. BBC News. (2014年11月13日).  オリジナルの2012年12月12日時点におけるアーカイブ。 2015年9月19日閲覧。
22. ↑  “50 years of Colonization”. チベット青年会議（英語版）. 2015年9月10日時点のオリジナルよりアーカイブ。2015年9月19日閲覧。
23. ↑  (ドイツ語) Forster-Latsch, H. and Renz S., P. L. in Geschichte und Politik Tibets/ Tibet unter chinesischer Herrschaft Archived 13 February 2011 at the Wayback Machine..
24. ↑  (ドイツ語) Horst Südkamp (1998), Breviarium der tibetischen Geschichte, p. 191.
25. ↑  (ドイツ語) Golzio, Karl-Heinz and Bandini, Pietro (2002), Die vierzehn Wiedergeburten des Dalai Lama, Scherz Verlag / Otto Wilhelm Barth, Bern / München, ISBN 3-502-61002-9.
26. ↑  Shakya, Tsering (1999) The Dragon in the Land of Snows, Columbia University Press, ISBN 978-0-7126-6533-9
27. ↑  Stein, Rolf (1972) Tibetan Civilization, Stanford University Press, ISBN 0-8047-0806-1
28. ↑  MacFarquhar, Roderick & Michael Schoenhals (2006) Mao's Last Revolution, Harvard University Press, ISBN 978-0-674-02332-1, p. 102
29. ↑  Siling, Luo (2016年10月3日). “The Cultural Revolution in Tibet: A Photographic Record”. New York Times.  オリジナルの2019年1月31日時点におけるアーカイブ。 2019年1月30日閲覧。
30. ↑  Southerland, Dan (2016年8月9日). “After 50 years, Tibetans Recall the Cultural Revolution”. Radio Free Asia.  オリジナルの2019年7月10日時点におけるアーカイブ。 2019年1月31日閲覧。
31. ↑  Peter Hessler (1999年2月). “Tibet Through Chinese Eyes”.   The Atlantic. 2012年3月7日時点のオリジナルよりアーカイブ。2012年2月29日閲覧。
32. ↑  Tanzen Lhundup, Ma Rong (2006年8月25日 - 26日). “Temporary Labor Migration in Urban Lhasa in 2005”.   China Tibetology Network. 2011年8月19日時点のオリジナルよりアーカイブ。2012年2月29日閲覧。
33. ↑  “Cultural shift”. BBC News.  オリジナルの2013年7月25日時点におけるアーカイブ。 2013年4月18日閲覧。
34. ↑  Pinteric, Uros (2003): http://www.sidip.org/SIDIP_files/pintericu_tibet.pdf%5B%5D International Status of Tibet, Association for Innovative Political Science, University of Ljubljana, Slovenia.
35. ↑  Wong, Edward (2009年6月5日). “Report Says Valid Grievances at Root of Tibet Unrest”. New York Times.  オリジナルの2019年1月31日時点におけるアーカイブ。 2019年1月30日閲覧。
36. ↑  Wong, Edward (2010年7月24日). “China's Money and Migrants Pour into Tibet”. New York Times.  オリジナルの2019年1月31日時点におけるアーカイブ。 2019年1月30日閲覧。
37. ↑  “Beijing renews tirade”. Sunday Pioneer. (2011年3月8日).  オリジナルの2011年3月11日時点におけるアーカイブ。 2011年3月24日閲覧。
38. ↑  Fitzherbert, George (2008年6月20日). “Land of the Clouds”. The Times Literary supplement.  オリジナルの2019年1月31日時点におけるアーカイブ。 2019年1月31日閲覧。
39. ↑  Corell, Anastasia (2013年12月13日). “Tibet's Tense New Reality”. The Atlantic.  オリジナルの2019年1月31日時点におけるアーカイブ。 2019年1月31日閲覧。
40. ↑  Edward Wong (2010年7月24日). “'China's Money and Migrants Pour into Tibet'”. The New York Times. 2013年10月1日時点のオリジナルよりアーカイブ。2012年2月29日閲覧。
41. ↑  新華社（2005年8月24日）。New height of world's railway born in Tibet. 2005年8月25日閲覧。
42. ↑  Damian Grammaticas (2010年7月15日). “Is development killing Tibet's way of life?”.   BBC. 2011年11月20日時点のオリジナルよりアーカイブ。2012年2月29日閲覧。
43. ↑  Hannü. (2008). Dialogues Tibetan dialogues Han. [Erscheinungsort nicht ermittelbar]: Hannü. ISBN 978-988-97999-3-9. OCLC 917425693
44. ↑  “Tibetan Buddhism must be tailored to fit Chinese society, says Xi Jinping”. Apple Daily. (2020年8月30日) 2020年8月30日閲覧。[リンク切れ]
45. ↑  “China pushes adoption of language, cultural symbols in Tibet” (英語). Associated Press (2021年8月19日). 2022年4月24日時点のオリジナルよりアーカイブ。2021年8月22日閲覧。
46. ↑  Buckley, Chris (2015年3月11日). “China's Tensions With Dalai Lama Spill into the Afterlife”. New York Times.  オリジナルの2019年1月31日時点におけるアーカイブ。 2019年1月30日閲覧。
47. ↑  Braine, Theresa (2020年5月18日). “China claims boy seized 25 years ago after Dalai Lama chose him as Tibetan spiritual leader is 31 and has a job”. Barron's.  オリジナルの2020年7月5日時点におけるアーカイブ。 2020年7月5日閲覧。
48. ↑  “Pompeo Demands China Reveal Panchen Lama 'Immediately'”. Aljazeera. (2020年5月19日).  オリジナルの2020年7月5日時点におけるアーカイブ。 2020年7月5日閲覧。
49. ↑  Wong, Edward (2009年6月6日). “China Creates Specter of Dueling Dalai Lamas”. New York Times.  オリジナルの2019年1月31日時点におけるアーカイブ。 2019年1月30日閲覧。
50. ↑  Halder, Bill (2019年10月16日). “China Weaponizes Education to Control Tibet”. Ozy.  オリジナルの2019年10月22日時点におけるアーカイブ。 2019年10月22日閲覧。
51. ↑  Lhuboom (2020年6月17日). “China Orders Prayer Flags Taken Down in Tibet in an Assault on Culture, Faith”. Radio Free Asia.  オリジナルの2020年7月5日時点におけるアーカイブ。 2020年7月4日閲覧。
52. ↑  “China Expands Its Clampdown in Tibet: Report”. Radio Free Asia. (2020年6月16日).  オリジナルの2020年9月1日時点におけるアーカイブ。 2020年7月5日閲覧。
53. ↑  “Human Rights Situation in Tibet 2019 Annual Report”. tchrd.org.   Tibetan Centre for Human Rights and Democracy. 2020年7月5日時点のオリジナルよりアーカイブ。2020年7月5日閲覧。
54. ↑  “IRF Annual Report”. www.uscirf.gov (2020年). 2020年8月3日時点のオリジナルよりアーカイブ。2020年8月30日閲覧。
55. ↑  Zenz, Adrian (2010). “Beyond Assimilation: The Tibetanisation of Tibetan Education in Qinghai”. Inner Asia 12 (2):  293–315. doi:10.1163/000000010794983478. ISSN 1464-8172. JSTOR 23615125.
56. ↑  Zenz, Adrian (2014). Tibetanness under Threat? Neo-Integrationism, Minority Education and Career Strategies in Qinghai, P.R. China. Global Oriental. ISBN 978-90-04-25796-2
57. ↑  Tatlow, Didi Kirsten (2012年12月14日). “An Online Plea to China's Leader to Save Tibet's Culture By”. New York Times.  オリジナルの2024年6月15日時点におけるアーカイブ。 2019年10月22日閲覧。
58. 1 2  Chin, Josh; Mandhana, Niharika (2025年6月28日). “China Steals Language and Home Life From Tibetan Kids as Young as 4”. The Wall Street Journal.  オリジナルの2025年6月29日時点におけるアーカイブ。 2025年6月29日閲覧。
59. ↑  Wong, Edward (2015年11月28日). “Tibetans Fight to Salvage Fading Culture in China”. The New York Times.  オリジナルの2019年1月31日時点におけるアーカイブ。 2019年1月30日閲覧。
60. ↑  Gelek, Lobsang (2019年1月30日). “Tibetan Monasteries in Nangchen Banned From Teaching Language to Young Tibetans”. Radio Free Asia.  オリジナルの2019年5月27日時点におけるアーカイブ。 2019年5月27日閲覧。
61. ↑  “Prefecture in Qinghai to Drastically Cut Tibetan Language Education”. Radio Free Asia. (2019年5月16日).  オリジナルの2019年5月26日時点におけるアーカイブ。 2019年5月27日閲覧。
62. 1 2  “Why China takes young Tibetans from their families”. The Economist. (2024年6月13日). ISSN 0013-0613.  オリジナルの2024年6月13日時点におけるアーカイブ。 2024年6月15日閲覧。
63. ↑  Kessel, Jonah M. (2015年11月28日). “Tashi Wangchuk: A Tibetan's Journey for Justice”. New York Times.  オリジナルの2019年1月31日時点におけるアーカイブ。 2019年1月31日閲覧。
64. ↑  Wong, Edward (2017年1月18日). “Rights Groups Ask China to Free Tibetan Education Advocate”. New York Times.  オリジナルの2019年1月31日時点におけるアーカイブ。 2019年1月31日閲覧。
65. ↑  Buckley, Chris (2018年1月4日). “Tibetan Businessman Battles Separatism Charges in Chinese Court”. New York Times.  オリジナルの2019年2月9日時点におけるアーカイブ。 2019年1月31日閲覧。
66. ↑  Patranobis, Sutirtho (2019年10月19日). “Tibetan graduates need to 'expose and criticise Dalai Lama' for Chinese government jobs”. Hindustan Times.  オリジナルの2019年10月20日時点におけるアーカイブ。 2019年10月22日閲覧。
67. ↑  Lobe Socktsang (2020年4月9日). “Classroom Instruction Switch From Tibetan to Chinese in Ngaba Sparks Worry, Anger”. Radio Free Asia. 2020年4月12日時点のオリジナルよりアーカイブ。2020年4月12日閲覧。
68. ↑  “Ethnic minorities expert on China's treatment of Uygurs, and Han chauvinism” (英語). South China Morning Post (2024年9月23日). 2024年9月25日時点のオリジナルよりアーカイブ。2024年9月25日閲覧。
69. ↑  Crowder, Nicole (2015年8月11日). “Tibet's little-known nomadic culture, high on the 'Roof of the World'”. Washington Post.  オリジナルの2024年6月15日時点におけるアーカイブ。 2019年1月31日閲覧。
70. ↑  Lowry, Rachel (2015年9月3日). “Inside the Quiet Lives of China's Disappearing Tibetan Nomads”. Time.  オリジナルの2019年2月25日時点におけるアーカイブ。 2019年1月31日閲覧。
71. ↑  Jacobs, Andrew (2015年7月11日). “China Fences in Its Nomads, and an Ancient Life Withers”. New York Times.  オリジナルの2019年1月31日時点におけるアーカイブ。 2019年1月30日閲覧。
72. ↑   "They Say We Should Be Grateful" Mass Rehousing and Relocation Programs in Tibetan Areas of China. Human Rights Watch. (27 June 2013).  オリジナルの10 September 2019時点におけるアーカイブ。 2019年1月31日閲覧。.
73. ↑  Hatton, Celia (2013年6月27日). “China resettles two million Tibetans, says Human Rights Watch”. BBC.  オリジナルの2018年12月9日時点におけるアーカイブ。 2019年1月31日閲覧。
74. ↑  Jacobs, Andrew (2011年6月10日). “Ethnic Protests in China Have Lengthy Roots”. New York Times.  オリジナルの2019年1月31日時点におけるアーカイブ。 2019年1月30日閲覧。
75. ↑  Tenzin, Kunsang (2017年6月15日). “Tibetan Nomads Forced From Resettlement Towns to Make Way For Development”. Radio Free Asia.  オリジナルの2019年1月31日時点におけるアーカイブ。 2019年1月31日閲覧。
76. ↑  Tenzin, Kunsang (2017年10月6日). “Tibetan Nomads Forced to Beg After Being Evicted From Their Homes”. Radio Free Asia.  オリジナルの2019年1月31日時点におけるアーカイブ。 2019年1月31日閲覧。
77. ↑  Roland Barraux, Histoire des Dalaï Lamas – Quatorze reflets sur le Lac des Visions, Albin Michel, 1993, reprinted in 2002, Albin Michel, ISBN 2-226-13317-8.
78. ↑  Liu Jiangqiang, Preserving Lhasa's history (part one), in Chinadialogue, 13 October 2006.
79. ↑  Emily T. Yeh, Living Together in Lhasa. Ethnic Relations, Coercive Amity, and Subaltern Cosmopolitanism Archived 22 February 2012 at the Wayback Machine.: "Lhasa's 1950s population is also frequently estimated at around thirty thousand. At that time the city was a densely packed warren of alleyways branching off from the Barkor path, only three square kilometers in area. The Potala Palace and the village of Zhöl below it were considered separate from the city."
80. ↑  Thomas H. Hahn, Urban Planning in Lhasa. The traditional urban fabric, contemporary practices and future visions Archived 31 March 2012 at the Wayback Machine., Presentation Given at the College of Architecture, Fanzhu University, 21 October 2008.
81. ↑  Fjeld, Heidi (2003) (英語). Commoners and Nobles: Hereditary Divisions in Tibet. Copenhagen: NIAS. p. 18. ISBN 978-87-7694-524-4. OCLC 758384977
82. ↑  Les droits de l'homme Apostrophes, A2 – 1989年4月21日 – 01h25m56s, 国立視聴覚研究所 (INA) ウェブサイト: http://www.ina.fr/archivespourtous/index.php?vue=notice&from=fulltext&full=Salonique&num_notice=5&total_notices=8 Archived 2008年11月28日, at the Wayback Machine.
83. ↑  “10th March Statements Archive”. 2009年1月24日時点のオリジナルよりアーカイブ。2009年1月30日閲覧。 3月10日アーカイブ
84. ↑  “'Eighty killed' in Tibetan unrest”. BBC. (2008年3月16日).  オリジナルの2008年3月20日時点におけるアーカイブ。 2017年3月2日閲覧。
85. ↑  Robert Barnett, Seven Questions: What Tibetans Want Archived 2017年12月19日, at the Wayback Machine., Foreign Policy, 2008年3月.
86. ↑  Robert Barnett, Thunder from Tibet, 『オープン・ロード』(パイコ・アイヤー著)のレビュー, Knopf, 275ページ. Archived 2015年9月11日, at the Wayback Machine., 『The New York Review of Books』, 第55巻9号, 2008年5月29日.

## 参考書籍
- Fischer, Andrew M. Urban Fault Lines in Shangri-La: Population and economic foundations of inter-ethnic conflict in the Tibetan areas of Western China Crisis States Working Paper No.42, 2004. London: Crisis States Research Centre (CSRC).
- Kuzmin, S.L. Hidden Tibet: History of Independence and Occupation. Dharamsala, LTWA, 2011.

## External links
- “Battle for Tibet”. Frontline. シーズン43. Episode 13. 18 February 2025. PBS. WGBH. 2025年3月3日閲覧.